# Acacia rhigiophylla
Acacia rhigiophylla är en ärtväxtart som beskrevs av George Bentham. Acacia rhigiophylla ingår i släktet akacior, och familjen ärtväxter. Inga underarter finns listade i Catalogue of Life.